# (2848) ASP
(2848) ASP (1959 VF) – planetoida z pasa głównego asteroid okrążająca Słońce w ciągu 5,71 lat w średniej odległości 3,19 j.a. Odkryta 8 listopada 1959 roku.